# Christian Geissler
Christian Geissler (ur. 25 grudnia 1928 w Arnsburgu koło Hamburga, zm. 26 sierpnia 2008 w Hamburgu) – niemiecki pisarz.
Należał do Grupy 61, 1965-1968 współredagował lewicowe czasopismo literackie "Kürbiskern" krytyczne wobec nie przezwyciężonej nazistowskiej przeszłości RFN i przejawów niesprawiedliwości społecznej w tym kraju. Jest autorem powieści Zgłaszam interpelację (1960, wyd. pol. 1961), Chłodne dni (1965, wyd. pol. 1967), Das Brot mit der Feile (1973) oraz poezji In Vorfeld der Schussverletzung (1980).